# Dömm
I Dömm o domm, conosciuti tra i sérèr come nax, sono entità del folklore senegalese, ascrivibili a streghe o stregoni cannibali.

## Origini
Sulle origini di questa entità esistono varie versioni: una di queste afferma che esse sarebbero nate in un tempo arcaico, durante una lotta tra due fazioni, ove una o più persone si sarebbero dissetate con il sangue dei nemici, dando origine al primo dömm.
Un'altra versione, legata alla cultura islamica, racconta che durante una campagna di guerra Maometto fu colpito da un forte mal di testa, tanto da doversi affidare alle cure di un medico. Questi gli incise una tempia per un salasso: raccolto il sangue in un catino, lo diede a degli schiavi affinché lo gettassero via ma questi, con la scusa che fosse il sangue del profeta, lo bevvero.  Questi furono i primi dömm, che poi trasmisero le tendenze cannibalistiche ai propri discendenti.
Un'altra versione delle origini di queste entità afferma che avrebbero tratto origine da alcune donne che si sarebbero abbeverate in una pozza in cui giacevano i corpi di alcuni uomini morti in battaglia.
Tutte le leggende hanno in comune il fatto che i dömm avrebbero tratto origine da violenti conflitti in atto.

## Descrizione
Una madre dömm trasmetterà molto facilmente questa sua caratteristica ai propri figli, cosa certa che avverrà se entrambi i genitori sono dömm: i genitori solitamente avranno uno od al massimo due figli, poiché questi si nutriranno degli altri fratelli, uccidendoli in tenera età od addirittura prima del parto. Questi dömm sono considerati i più potenti e pericolosi e vengono chiamati dai Toucouleur "kurumeri".
Un'altra categoria di dömm sono i "nohòr": questi o sono figli di padre dömm oppure bambini nati con un dente o dopo il normale periodo di gestazione; questi non si nutrono del "fit", ovvero l'energia vitale di una persona, ma possono leggere nel corpo e nello spirito delle persone e sono parimenti temuti e allontanati dalla popolazione.
Un'ultima possibilità per divenire dömm e che lo spirito di una di esse entri nel corpo di una gestante o che, inconsapevolmente, ne aspiri l'anima.
I dömm sono persone caratterizzate da grandi denti, occhi iniettati di sangue, dal fare sfuggente ed insinuante, e molto silenziosi.
Il dömm si nutre del "fit" staccandosi con l'anima dal proprio corpo. L'aspetto di questo spirito predatore era immaginato con due occhi sulla nuca e dotata di ali. Agisce soprattutto di notte nella savana attaccando persone isolate, ma può anche colpire di giorno e nei luoghi affollati.
Vittime preferite del dömm sono spesso i parenti, o quelle persone prive di amuleti protettivi o che hanno agito senza rispettare i propri spiriti protettivi o degli antenati.
L'attacco può concludersi nell'arco di poche ore o di quattro giorni, portando sempre alla morte: le vittime possono accorgersi dell'attacco grazie ad un sogno, in cui sognano di essere attaccati da più animali selvatici oppure persone. Le vittime percepiscono angoscia, difficoltà respiratorie e cardiache, oltre che un peso sullo stomaco accompagnato da vomito.
Le vittime percepiscono di aver perso qualcosa, il "fit", e sono terrorizzate dalla morte prossima. Alla morte può divenire banchetto per più dömm, appartenenti alla stessa congregazione di quella che ha iniziato l'attacco, che si riunirebbero in un momento di socialità durante il funerale della vittima.
Per salvare le vittime dei dömm deve essere immediatamente contattata una "bilejo", una cacciatrice di streghe. Questa gli somministrerà droghe alla vittima per permettergli una dissociazione che può portarlo a identificare la persona responsabile dell'attacco, che può essere anche identificato da un bambino innocente. Quando la bilejo, che in un alcuni casi può essere anche un uomo, identifica la persona responsabile dell'attacco può convincerla a restituire il maltolto in cambio del silenzio sulla sua identità.
Se questa ha nascosto il "fit" della sua vittima, l'intera famiglia della vittima deve collaborare con il recupero del maltolto. Se invece l'ha ceduta ad un jinn, invece il bilejo dovrà trattare direttamente con questo spirito.
Il dömm identificato deve sottoporsi a vari rituali per purificarsi e rientrare nella società, collaborando con la bilejo nella cura della sua vittima, accarezzandola, massaggiandola e lavandola.
La strega, per essere nuovamente accettata socialmente, dovrà seguire la bilejo, divenendo anch'essa una cacciatrice di streghe, sottoponendosi ad un apprendistato con colei che l'ha "sconfitta".

## Dömm nella cultura di massa
Il protagonista del romanzo del 2018 Fratelli d'anima (Frère d'âme) del franco-senegalese David Diop, viene identificato dai suoi commilitoni per la sua crudeltà in combattimento come un dömm.